# Krönleins Bryggeri

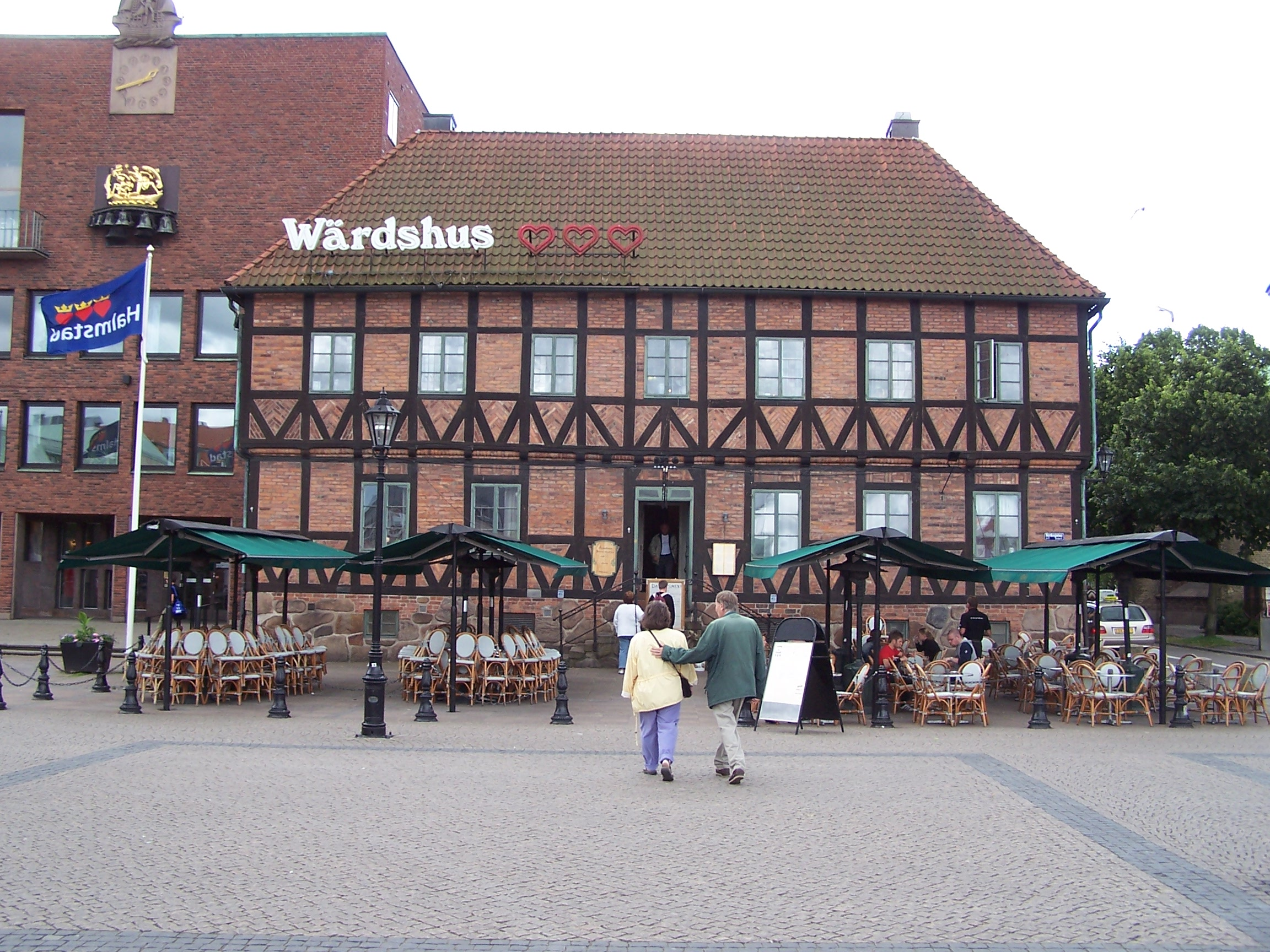
Voormalig hoofdgebouw in Stora Torg

Krönleins Bryggeri AB (Brouwerij Krönleins) is een Zweedse brouwerij te Halmstad.

## Geschiedenis
De brouwerij werd op 15 februari 1836 opgestart door Anders Julius Appeltofft als Appeltofftska Bryggeri AB, de naam die tot 1996 behouden bleef. Hij kocht een gebouw in Stora Torg waar hij een kantoor en bar inrichtte met daarnaast de brouwerij. De eerste tien jaar brouwde hij enkel traditioneel Zweedse bieren, Svagdricka en Svensköl, een zoet laagalcoholisch bier. In 1849 werd nieuwe grond gekocht enkele honderden meters van de brouwerij, waar een ijskelder en mouterij gebouwd werden en waar hij de bron had voor zijn brouwwater. Hij startte daarna met het brouwen van Münchener bier, dat heel populair werd in Zweden. Na het overlijden van Anders Julius nam de oudste van de acht kinderen, Per Gustav Appeltofft de brouwerij over in 1855 en vormde deze in 1861 om tot een naamloze vennootschap. In 1897 verhuisde de brouwerij naar zijn huidige locatie waar een nieuwe mouterij en brouwerij gebouwd werden. In 1920 kwamen de aandelen van de nv in handen van Anders Krönlein, die de brouwerij moderniseerde en uitbreidde. Als eerste brouwerij begon Krönleins begin jaren 1950 met het brouwen van een bier van meer dan 2,8%, namelijk Three Hearts Export, dat werd uitgevoerd naar de Verenigde Staten en Afrika. Hans Krönlein begon in 1952 mee te brouwen en volgde in 1960 zijn vader op. Hij bleef aan het hoofd van de firma tot 1991 en werd opgevolgd door zijn twee zoons Carl en Tage. Sinds 2012 brouwt Krönleins in opdracht van IKEA twee nieuwe biersoorten, die verkocht worden in alle Europese filialen van de meubelreus.

## Producten

### Bieren
- Three Hearts
- Three Hearts Premium
- Crocodile
- Kaltenberg
- Stockholm Fine Festival Beer
- K's Blåa
- K's Gröna
- Hallands Pilsner
- Liten Ljus Lager
- Skåne Guld
- King Lion

### Andere
- Cuba-Cola
- Halmstad Cider
- Loranga
- Aqua Cristall
- Znaps